# Tibor Józa
Tibor Józa (Halmstad, 1986. augusztus 20. –) magyar származású svéd labdarúgó. Jelenleg a svéd Falkenbergs FF játékosa.
Pályafutását az IF Leikin-ben kezdte, majd 2002-ben a Halmstads BK akadémiájára került, a felnőtteknél 2004-ben debütált. 2007 decemberében nem sokkon múlott, hogy a dán Kolding FC játékosa legyen, de végül a Falkenbergs FF játékosa lett a svéd másodosztályban. Két sikeres szezon után 2010. november 10-én a BK Häcken megerősítette, hogy sikeres átigazolást hajtottak végbe. 2014 januárjában visszatért a Falkenbergs FF csapatába.